# Phyllomys lundi
Espèce
Statut de conservation UICN

 EN B1ab(iii) : En danger
Phyllomys lundi est une espèce de rongeurs de la famille des Echimyidae. Ce petit mammifère est un rat épineux brésilien arboricole. Avec un habitat réduit et des populations qui déclinent, il est en danger de disparition.
Cette espèce a été décrite pour la première fois en 2003 par le zoologiste brésilien Yuri Luiz Reis Leite. Elle a été nommée en hommage au physicien, zoologiste, botaniste et paléontologue danois Peter Wilhelm Lund (1801-1880), auteur du genre Phyllomys.

## Distribution
Cette espèce est endémique du Brésil. Elle se rencontre au Minas Gerais et dans l'État de Rio de Janeiro.

## Publication originale
- (en) Leite 2003 : Evolution and systematics of the Atlantic tree rats, genus Phyllomys (Rodentia, Echimyidae), with description of two new species. University of California Publications in Zoology, vol. 132, p. 1-118.